# 8373 Stephengould
8373 Stephengould (mednarodno ime je tudi 8373 Stephengould) je asteroid v zunanjem delu glavnega asteroidnega pasu. Poimenovan je po ameriškem paleontologu in evolucijskem biologu Stephenu J. Gouldu.
Pripada družini asteroidov Griqua.

## Odkritje
Asteroid sta odkrila C. S. Shoemaker in E. M. Shoemaker 1. januarja 1992 na Observatoriju Palomar. 

## Lastnosti
Asteroid Stephengould obkroži Sonce v 5,95 letih. Njegova tirnica ima izsrednost 0,553 nagnjena pa je za 40,77° proti ekliptiki. Okoli svoje osi pa se zavrti v 4,435 urah .